# Греко-турецкие отношения
Греко-турецкие отношения на протяжении истории сопровождаются взаимной враждой и непродолжительными периодами примирения начиная со времени, когда Греция получила независимость в 1821 году от Османской империи. С тех пор две страны столкнулись друг с другом в четырёх крупных войнах: в греко-турецкой войне 1897 года, Первой Балканской войне (1912—1913 года), Первой мировой войне и греко-турецкой войне 1919—1922 годов. Протяжённость государственной границы между странами составляет 192 км.

## Дипломатические миссии
- Действует посольство Турции в Афинах и генеральные консульства в городах Салоники, Комотини и Родос.
- Действует посольство Греции в Анкаре и генеральные консульства в Стамбуле, Измире и Эдирне.

## Период Османской империи
Греческое государство обрело свою независимость от Османской империи в ходе национально-освободительной войны 1821—1829 годов. Её границы были признаны в 1832 году: территория в пределах материковой Греции от города Арта до Волоса, а также остров Эвбея, Кикладские острова в Эгейском море. Остальная территория, на которой жили греки, включая острова Крит, Кипр, другие острова Эгейского моря, области Эпир, Фессалия, Македония и Фракия оставались под властью Турции. Кроме того, около 1 миллиона греков жили на территории, которая сейчас относится к Турции — Эгейский регион вокруг Измира и область Понта на берегу Чёрного моря.
Греческие политики XIX века стремились включить все территории, на которых исторически проживали греки, в греческое государство, созданное по образцу Византийской империи; столицей государства они видели Стамбул, или на греческий манер — Константинополь. Эта концепция известна как Великая идея. Турки закономерно чрезвычайно враждебно относились к подобным греческим планам. Хотя великие державы рассматривали Османскую империю как «больного человека Европы», они не могли дать согласие и решить однозначно вопрос раздела её земель. Вокруг этого вопроса велись интриги, которые постепенно сокращали владения империи, но одновременно сдерживали её окончательный крах. Такая политика способствовала ещё большему обострению отношений между Грецией и Османской империей.
На протяжении Крымской войны (1854—1856 годы) Великобритания и Франция боролись в союзе с Османской империей против Российской империи. Греция поддержала партизанские действия на османской территории (см. Греция в годы Крымской войны). В период русско-турецкой войны 1877—1878 годов греки были готовы присоединиться к войне с целью территориальных приобретений, но под давлением западных держав не могли эффективно участвовать в конфликте. Однако по решению Берлинского конгресса в 1881 году к территории Греции присоединилась Фессалия и часть Эпира.
В 1897 году восстание на Крите привело к началу греко-турецкой войны. Греческая армия была все ещё не подготовлена и не могла выбить османские войска из их укреплений вдоль северной границы, и после османских контратак война завершилась унизительным поражением для Греции, обернулась территориальными потерями, хотя и незначительными, а Крит провозгласил независимость под протекторатом Великих держав.
После завершения Младотурецкой революции и захвата младотурками власти в Османской империи в 1908 году администрация победителей взяла курс на укрепление государства. Как результат, положение христианских меньшинств в империи ещё более ухудшилось. Балканские войны стали прямым следствием растущего напряжения в регионе. После их завершения Греция, которая воевала в союзе с Болгарией и Сербией, вернула себе Крит, ряд островов, области Фессалия, Эпир и Македония с городом Салоники.

## Первая мировая и вторая греко-турецкая войны
Греция вступила в Первую мировую войну в 1917 году. Греция хотела вернуть себе Константинополь (ныне Стамбул) и Смирну (ныне Измир) при политической поддержке Великобритании и Франции, которые также обещали Греции вернуть Кипр. Хотя на протяжении войны было мало прямых боевых действий между греками и турками, в 1918 году начался распад Османской империи. В 1920 году, по итогам Севрского мирного договора, Греция получила Восточную Фракию и территорию около 17,000 км² в Западной Анатолии вокруг Смирны. Это соглашение было подписано Османским правительством, но так и не вступило в силу, так как оно не было ратифицировано парламентом.
15 мая 1919 года Греция по мандату Антанты заняла Смирну, а Мустафа Кемаль-паша (позднее Ататюрк), который стал лидером турецкой оппозиции Севрскому договору, высадился в Самсуне 19 мая 1919 года. Этот день считается началом турецкой войны за независимость, первая цель которой заключалась в создании организованного национального движения против оккупационных сил «великих держав» — Великобритании, Франции, а также Италии и Греции. Мустафа Кемаль создал независимое правительство в Анкаре и призвал патриотов к борьбе, чтобы не допустить вступления в силу Севрского договора.
Турецкая армия заняла Измир 9 сентября 1922 года, таким образом одержав победу в войне. Греческое население Смирны подверглось массовой резне (Резня в Смирне). Греческая армия и администрация оставила Анатолию. Конец войне положило Муданийское перемирие от 11 октября 1922 года. На смену Севрскому договору пришел Лозаннский мирный договор 1923, по которому устанавливались новые границы Турции и был осуществлён насильственный греко-турецкий обмен населением. В результате последнего около полумиллиона греков в новой Турции автоматически стали беженцами, равно как полумиллиона мусульман должны были покинуть Грецию и перебраться в Турцию. Обмен не касался только населения Стамбула и островов Имброс и Тенедос.
Из-за неудачного исхода войны и значительных людских потерь, в греческой историографии события после Первой мировой войны именуются Малоазийской катастрофой. Обе армии — и турецкая в отношении православных греков, и греческая в отношении турок-мусульман — совершали военные преступления. Вместе с тем Греция обвиняет Турцию в целенаправленных действиях по уничтожению греков — геноциде понтийских греков, который осуществлялся младотурками на протяжении 1914 — 1923 годов против греков исторического Понта. Число жертв геноцида по разным оценкам составляет от 350 000 до 1 700 000 человек.

## Межвоенный период
Послевоенные лидеры государств Мустафа Кемаль и Элефтериос Венизелос, после нескольких лет переговоров, установили наконец в 1930 году дипломатические отношения между Грецией и Турцией. Венизелос посетил с официальным визитом Стамбул и Анкару. Греция отказалась от всех своих претензий на территории, которые теперь входили в состав Турции. За этим последовало подписание Балканского пакта в 1934 году, по которому в союз вступали Греция, Турция, Королевство Югославия и Румыния. Соглашение предусматривало оказание взаимной помощи и сотрудничество. Обе страны признали, что они желают мира, в связи с этим участились двусторонние встречи. Венизелос и Ататюрк даже были номинированы на получение Нобелевской премии мира.
В 1941 году Турция стала первой страной, которая направила гуманитарную помощь Греции после оккупации Афин странами Оси. Президент Турции Исмет Инёню подписал решение об оказании помощи народу, против которого он боролся девятнадцать лет назад. Продукты собирала организация Турецкого Красного Полумесяца, и они отправлялись из порта Стамбула в Грецию.
В то же время Турция подписала договор о дружбе и сотрудничестве с нацистской Германией в июне 1941 года. В 1942 Турция ввела специальный налог на имущество, которым обложила всех не-турок — греков, армян, евреев — и который привёл и без того немногочисленные общины этнических греков в Турции к экономическому коллапсу.
С началом «холодной войны» наметился курс на сближение двух стран с 1953 года, когда Греция, Турция и Югославия подписали новый Балканский пакт о взаимной обороне против Советского Союза.

## Стамбульский погром
Несмотря на сближение обеих стран, и Греция, и Турция пытались уменьшить взаимное экономическое влияние. Турецкие власти в частности вели целенаправленную политику по сокращению экономического присутствия греков в Турции. В сентябре 1955 года состоялся так называемый стамбульский погром, направленный против греческого меньшинства в Стамбуле. Конфликт был вызван искусственно распространяемыми слухами, что якобы дом в Салониках, в котором жил Мустафа Кемаль Ататюрк, разрушен греческими террористами.
Разбойные нападения на греков длились 9 часов. В результате 13 из 16 греков были убиты в результате насилия — линчевания или поджога. Среди жертв были два священника. Многочисленные греки были серьёзно ранены, десятки греческих девушек изнасилованы. Более тысячи греческих домов, школ, церквей, гостиниц сожжены. Оценки ущерба разнятся в различных источниках. По данным турецкого правительства, ущерб составил около 69 500 000 турецких лир, согласно британским источникам, около 100 млн фунтов стерлингов. Стамбульский погром стал причиной массовой иммиграции этнических греков, которые были исключены из обмена населением 1923 года. Собственно он привел к исчезновению греческого меньшинства в Турции. По данным переписи 1924 года в Турции проживало около 200 000 греков, по состоянию на 2008 год турецких граждан греческого происхождения насчитывается от 3 до 4 тысяч человек, в то время как, по данным Human Rights Watch, на 2005 год их было не более 2, 5 тысяч.

## Кипрский кризис и турецкое вторжение
Основным раздражителем греко-турецких отношений после 1950-х годов стал Кипр. К тому времени остров находился под протекторатом Великобритании, греческое население острова насчитывало 82 % от общей численности населения. Также большая часть греков-киприотов желала воссоединения с Грецией. По этому поводу уже в 1930-х годах проводились акции гражданского неповиновения, однако правительство Греции, находясь в зависимости от Великобритании, ни разу не поддержало соотечественников.
Кипрский вопрос возник снова, когда греки-киприоты во главе с архиепископом Макариосом III заключили союз с Грецией, а народно-освободительное движение ЭОКА поставило своей целью освобождение от британского колониального господства и курс на союз с Грецией. Наконец премьер-министр Греции Александрос Папагос вынес Кипрский вопрос на рассмотрение ООН. Между тем в 1955 состоялся стамбульский погром, в ответ на который Греция прекратила дипломатические отношения с Турцией, и таким образом распался союз, установленный Балканским пактом 1953 года.
В 1960 году вынесено компромиссное решение по Кипру: остров был провозглашен независимым. Два небольших подразделения греческой и турецкой армий высадились на острове, в качестве гарантов. Премьер-министр Греции Константинос Караманлис был главным идеологом плана, приведшего к немедленному улучшению отношений с Турцией, особенно после того, как Аднан Мендерес был отстранен от власти в Турции.
На протяжении 1963—1964 года на острове возникали новые беспорядки. 30 декабря 1963 года архиепископ Макариос III предложил 13 конституционных поправок, которые позволили бы нормальное функционирование Кипра. Однако Турция заняла бескомпромиссную позицию против сближения Кипра и Греции и фактически сделала войну неизбежной. В августе 1964 года турецкие самолеты бомбили греческие отряды на подступах к селу Эренкой, оккупированному на Кипре турками. Вследствие конфликта греческое меньшинство в Турции претерпело новый кризис, многие греки бежали из страны, звучали даже угрозы выгнать Вселенского патриарха из Константинополя. В конце концов вмешательство ООН привело к другому компромиссному решению.
Опасность Кипрского конфликта была несколько ослаблена либеральным греческим правительством Георгиоса Папандреу, но в апреле 1967 года в Греции произошел военный государственный переворот, к власти пришла хунта «черных полковников». Внешняя политика хунты была неуклюжей, периодически возникали новые конфликты с Турцией. Одновременно Турция справедливо подозревала, что греческий режим планировал переворот на Кипре для объединения государства с Грецией.
15 июля 1974 года на Кипре произошел государственный переворот при поддержке греческой военной хунты. Президент Макариос был отстранён от власти и был вынужден бежать в Лондон, к власти пришла националистическая группа ЭОКА, выступавшая за союз с Грецией. Президентом назначен Никос Сампсон, бывший член ЭОКА.
В таких условиях Турция вторглась на остров 20 июля 1974 года, пользуясь положениями Цюрихско-Лондонских соглашений, якобы для восстановления предыдущего законного режима в республике, который существовал до переворота. Высадка турецких войск состоялась в городе Кирения. Это вторжение превратилось в постоянную оккупацию северной части острова, а именно 37 % от общей его площади. Греки-киприоты были изгнаны.
Война между Грецией и Турцией вновь стала непреходящей, однако очередной переворот Сампсона потерпел неудачу, а архиепископ Макариос III вернулся в страну и занял президентский пост. Военная хунта чёрных полковников после неудачи на Кипре оказалась беспомощной, и 24 июля страна вернулась к демократии (Метаполитефси). Однако непоправимый вред греко-турецким отношениям был нанесён, а Турецкая Республика Северного Кипра по сей день остается признанной только Турцией, мировое сообщество считает эту территорию оккупированной Турцией.

## Эгейский спор
Дважды — в 1987 году и в начале 1996 года — спор вокруг вопросов относительно суверенитета и сопряжённых с ним прав в акватории Эгейского моря и воздушного пространства над ним приводил к кризисным ситуациям, близким к началу военных действий между двумя государствами.

## С 1999 года
Попытки сближения, получившие название Давосского процесса, были осуществлены ещё в 1988 году премьер-министрами А. Папандреу и Т. Озалом. Толчком к значительному потеплению отношений явилась т. н. дипломатия землетрясений во второй половине 1999 года, когда обе страны (прежде всего Измит в Турции и вскоре после того Афины в Греции) сильно пострадали вследствие сильных землетрясений (измитское и афинское землетрясения): спонтанная волна обоюдного сочувствия способствовала улучшению отношений между государствами, что удивило многих иностранных наблюдателей.
Ежегодный экспорт Греции в Турцию с 2001 года по 2011 год увеличился почти в 10 раз: с 266 млн долларов до 2569 млн долларов.
Георгиос Папандреу, министр иностранных дел (с 2009 года), а затем и премьер-министр Греции до ноября 2011 г., достиг значительного прогресса в улучшении отношений, в результате переговоров с министром иностранных дел Турции Исмаилом Джемом, а затем премьер-министром Турции Реджепом Эрдоганом, в частности вследствие политики правительства Греции по поддержке европейской перспективы Турции. Тем не менее, опросы, проведённые в 2005 году, показали, что только 25 % греков считали, Турция должна войти в Европейский Союз.
В 2010 году премьер-министр Турции Реджеп Эрдоган с несколькими министрами посетил с официальным визитом Афины. Проведённые переговоры, по мнению аналитиков, стали проявлением определенного потепления в отношениях между государствами, а глава МИД Турции Ахмет Давутоглу заявил, что турецкое правительство работает над созданием «атмосферы психологических перемен» в отношениях между двумя странами.
Между тем, по данным греческой полиции, в 2010 году значительно возросла доля турецких нелегальных иммигрантов, число их арестов в частности в приграничном номе Эврос выросло на 371,94 % по сравнению с 2009 годом. В октябре 2010 года Министерство гражданской защиты Греции обратилось с просьбой к ЕС направить пограничный патруль для охраны греко-турецкой границы от нелегальных мигрантов. 2 ноября 2010 года отряд из 175 специалистов Frontex разместился в городе Орестиас вблизи греко-турецкой границы.
В ноябре 2010 года Wikileaks опубликовал доклад посла США в Анкаре Джеймса Джеффри, который утверждает, что Турция планирует спровоцировать военный кризис, чтобы вторгнуться в Эврос. США подтвердили подготовку такой атаки в 2003 году, но против плана выступил турецкий генерал Доган.
Дальнейшим толчком к потеплению отношений стало назначение в июне 2012 года министром иностранных дел Д. Аврамопулоса, известного поборника греко-турецкой дружбы и хорошо знакомого с премьером Турции Р. Эрдоганом.

### Кризис с мигрантами
см. также Европейский миграционный кризис
На протяжении последних лет (2021, 2022) наблюдается наплыв мигрантов из стран Африки и Азии в европейские страны. В том числе, в Грецию. Мигранты переправляются на приграничные греческие острова на надувных лодках и других плавсредствах при бездействии турецкой береговой службы. Греция не принимает мигрантов, а Турция отказывается принять их назад. Поступает информация что греческие морские правоохранительные органы выдавливает этих мигрантов в территориальные воды Турции. На обратном пути, турецкие власти вынуждены осуществлять спасательные операции и приём данных мигрантов.